# Avex tune
avex tune (エイベックス チューン?) es uno de los sellos discográficos pertenecientes a la empresa Avex, fundado el año 1997. Alberga a diversos artistas, entre los que destaca el primero en ser asesorado por el sello, DA PUMP. Los trabajos que el sello lanza principalmente son de Pop y también de Rap.

## Artistas
- AKINA
- AN-J
- DA PUMP
- Folder
- Folder5
- Mariko Ide (井手麻理子)
- ISSA
- Arisa Mizuki (観月ありさ)
- M.O.V.E
- pool bit boys
- VENUS
- YURIMARI

- Datos: Q8210443